# René Renard
René Renard né le 21 février 1886 à Saint-Quentin et mort le 26 juillet 1943 au camp de concentration de Natzweiler-Struthof (Bas-Rhin) est un résistant français.

## Biographie
René Renard naît le 21 février 1886 à Saint-Quentin dans le département de l'Aisne en France.
René Renard s'est évadé, dans la nuit du 22 au 23 juin 1942, par le tunnel dit des communistes du Frontstalag 122 de Compiègne en compagnie, entre autres, d'André Tollet, Georges Cogniot, Charles Désirat, Jules Crapier et de Louis Thorez (frère de Maurice Thorez).
Il a installé le réseau électrique dans le souterrain de 48 mètres de long. Son nom figure sur le Mur des Noms de l'ancien camp du Frontstalag 122, également au tunnel d'évasion.
Il reprit le combat au sein des Francs-tireurs et partisans (FTPF) avec Roger Linet.
Il meurt le 26 juillet 1943 au camp de concentration de Natzweiler-Struthof.

## Distinctions
René Renard reçoit la croix de guerre 1939-1945 avec palme à titre posthume, la croix du combattant volontaire de la Résistance et la médaille de la Résistance.